# Автомобільна промисловість в Узбекистані

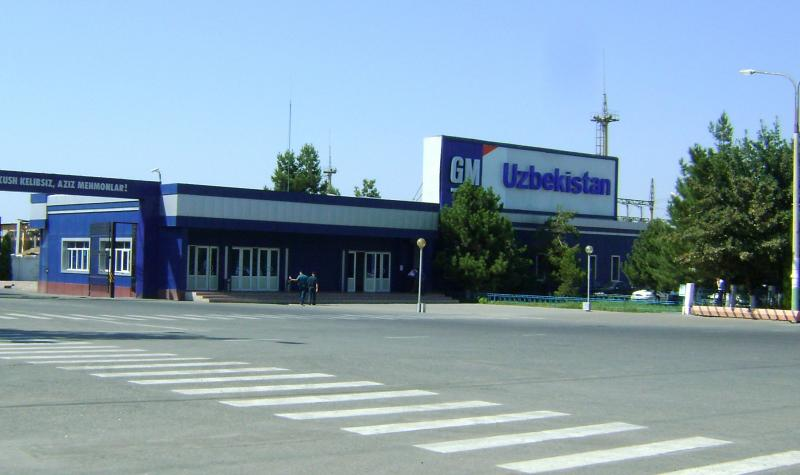
GM Uzbekistan є найбільшим виробником автомобілів в Узбекистані

Автомобільна промисловість Узбекистану — галузь економіки Узбекистану.
Автомобільна промисловість займає одне з провідних місць в економіці Узбекистану.. У цій галузі зайнято значне число населення країни. Щорічно виробляється близько 250 тисяч автомобілів. Автомобільна промисловість Узбекистану станом на 2014 рік знаходиться на 28-му місці серед країн виробляють автомобілі та інші види транспорту, і за цим показником знаходиться на першому місці серед країн Центральної Азії.
Узбекистан з 1998 року є членом Міжнародної організації виробників автотранспорту (OICA).

## Історія
В радянські часи на території Узбецької РСР не було розташовано автомобілебудівних заводів СРСР. Лише в Ташкенті знаходився завод з виробництва тракторів, заснований в 1942 році.

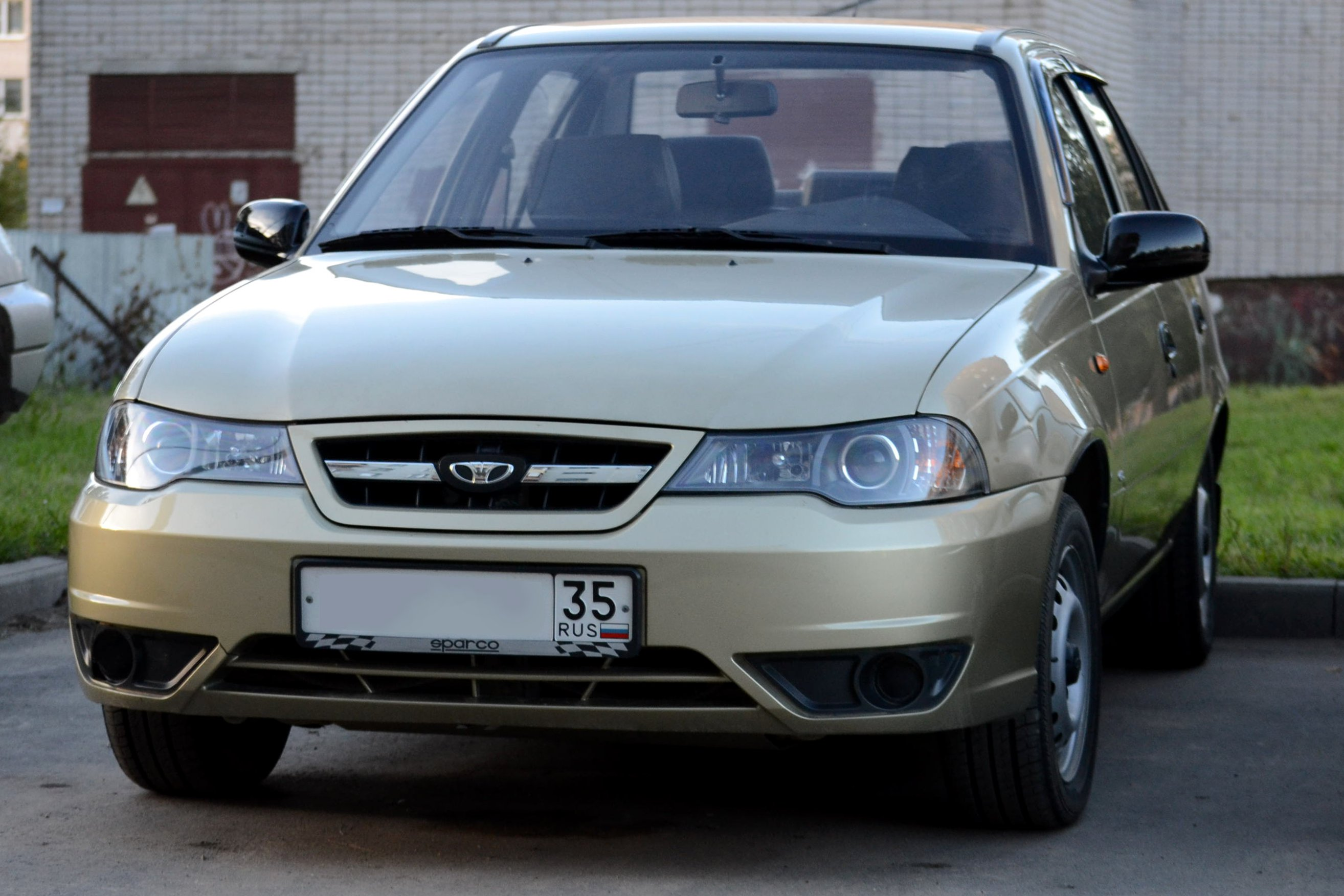
Daewoo Nexia II

В результаті розпаду СРСР, як і всі інші союзні республіки, Узбекистан став незалежною державою. Плани з будівництва автомобільних заводів вже почалися в перші роки незалежності. У червні 1992 року Президент Республіки Узбекистан — Іслам Карімов в ході свого офіційного візиту в Південну Корею, відвідав заводи «Daewoo». У 1993 році, через два роки після здобуття Узбекистаном незалежності, була досягнута домовленість спільно з південнокорейською корпорацією «Daewoo». У 1994 році між південнокорейською корпорацією «Daewoo» і асоціацією «UzAutoSanoat» була утворена спільна автомобілебудівна компанія — «UzDaewooAuto». Згідно з досягнутими угодами, виробництво автомобілів мало розпочатися в 1996 році на спеціально побудованому заводі міста Асака, який знаходиться в Андижанскій області Узбекистану. До відкриття заводу, працівники нового заводу пройшли стажування в корпорації «Daewoo» та інших автомобільних компаніях світу.

## Статистика виробництва марок UzDaewoo і GM Uzbekistan
| травень 2001 року  | 250,000   |
| жовтень 2005 року  | 500,000   |
| липень 2007 року   | 750,000   |
| листопад 2008 року | 1,000,000 |
| квітень 2014 року  | 2,000,000 |

## Виробники

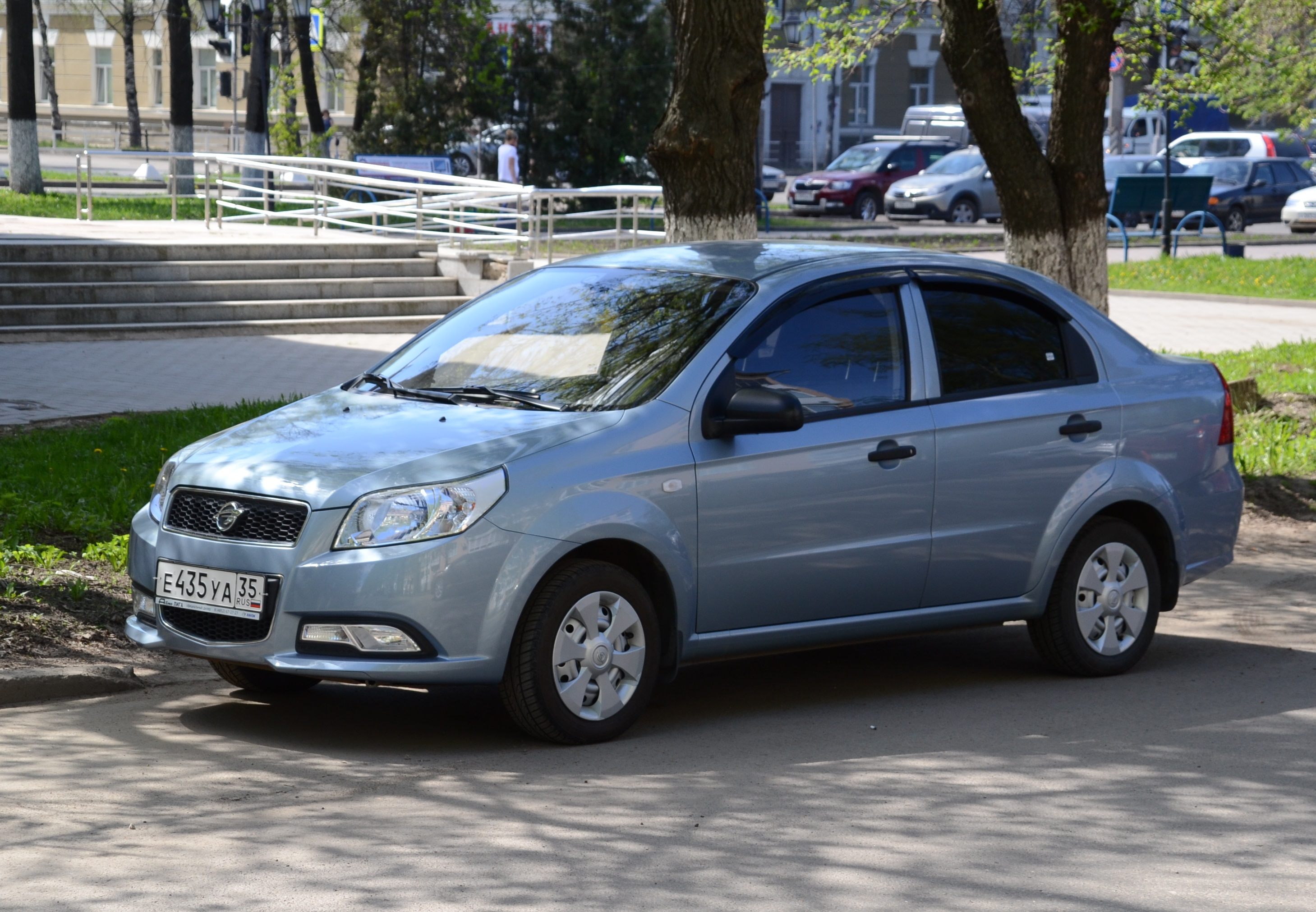
Ravon Nexia

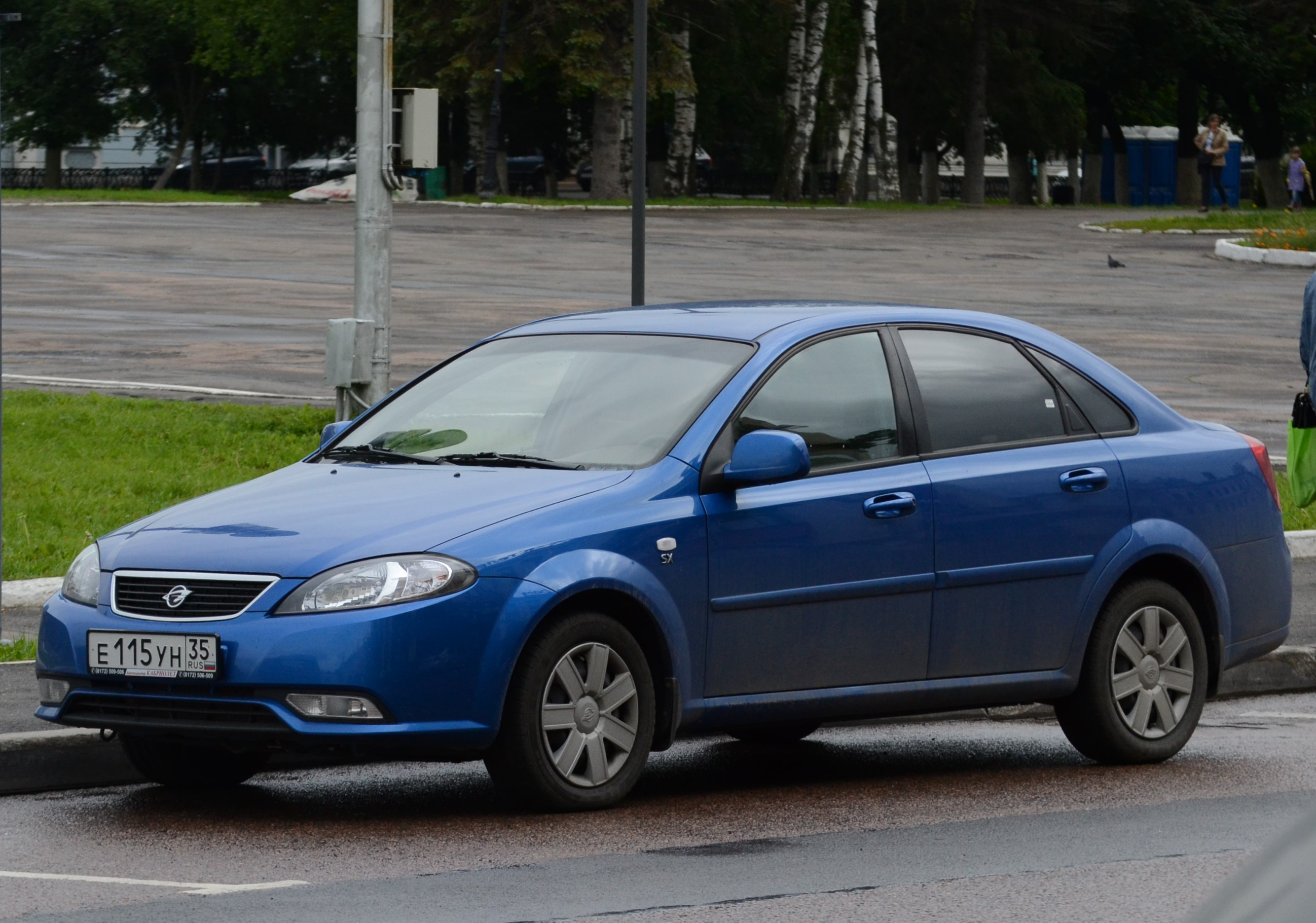
Ravon Gentra

### Активні
- GM Uzbekistan
- SamKochAvto
- MAN Auto-Uzbekistan

### Неіснуючі
- UzDaewooAuto
- Land Rover Uzbekistan